# Либревил
Либревил (на френски: Libreville) е столицата на Габон. Разположена е в западната част на страната и има статут на департамент в провинция Естуар, на която е административен център.

## География
Разположен е на северния бряг на естуара на река Комо, при нейното вливане в Гвинейския залив.
Населението на Либревил е 703 940 души (по данни от 2013 г.).

## История
Преди да попадне под контрола на Франция през 1839 година областта на днешния град е обитавана от етническата група мпонгве. Самото селище е основано през 1848 година, когато французите заселват там освободени роби от заловения от тях бразилски роботърговски кораб „Елизия“. Градът получава името „Либревил“, буквално „Свободен град“.
През следващите десетилетия градът се разраства бавно като търговски и малък административен център. През 1934 – 1946 година е главното пристанище на Френска екваториална Африка. По същото време е изградено пристанището на Поант Ноар, което е свързано с железопътни линии с вътрешността на континента, и относителното значение на Либревил за френските колонии в региона намалява. През 1940 година, по време на Втората световна война, градът е в центъра на Габонската операция.
През 1960 година Либревил става столица на независим Габон. По онова време градът има около 32 хиляди жители, но през следващите десетилетия се разраства бързо и днес в него живее близо половината от населението на страната.

## Икономика
Либревил е търговски център на дърводобивен регион. Има пристанище на река Комо и Атлантическия океан. Международно летище „Либревил“ е разположено на около 11 km северно от града.